# Tetraena geslinii
Tetraena geslinii är en pockenholtsväxtart som först beskrevs av Ernest Saint-Charles Cosson, och fick sitt nu gällande namn av Beier & Thulin. Tetraena geslinii ingår i släktet Tetraena och familjen pockenholtsväxter. Inga underarter finns listade i Catalogue of Life.